# أرماني (مملكة)

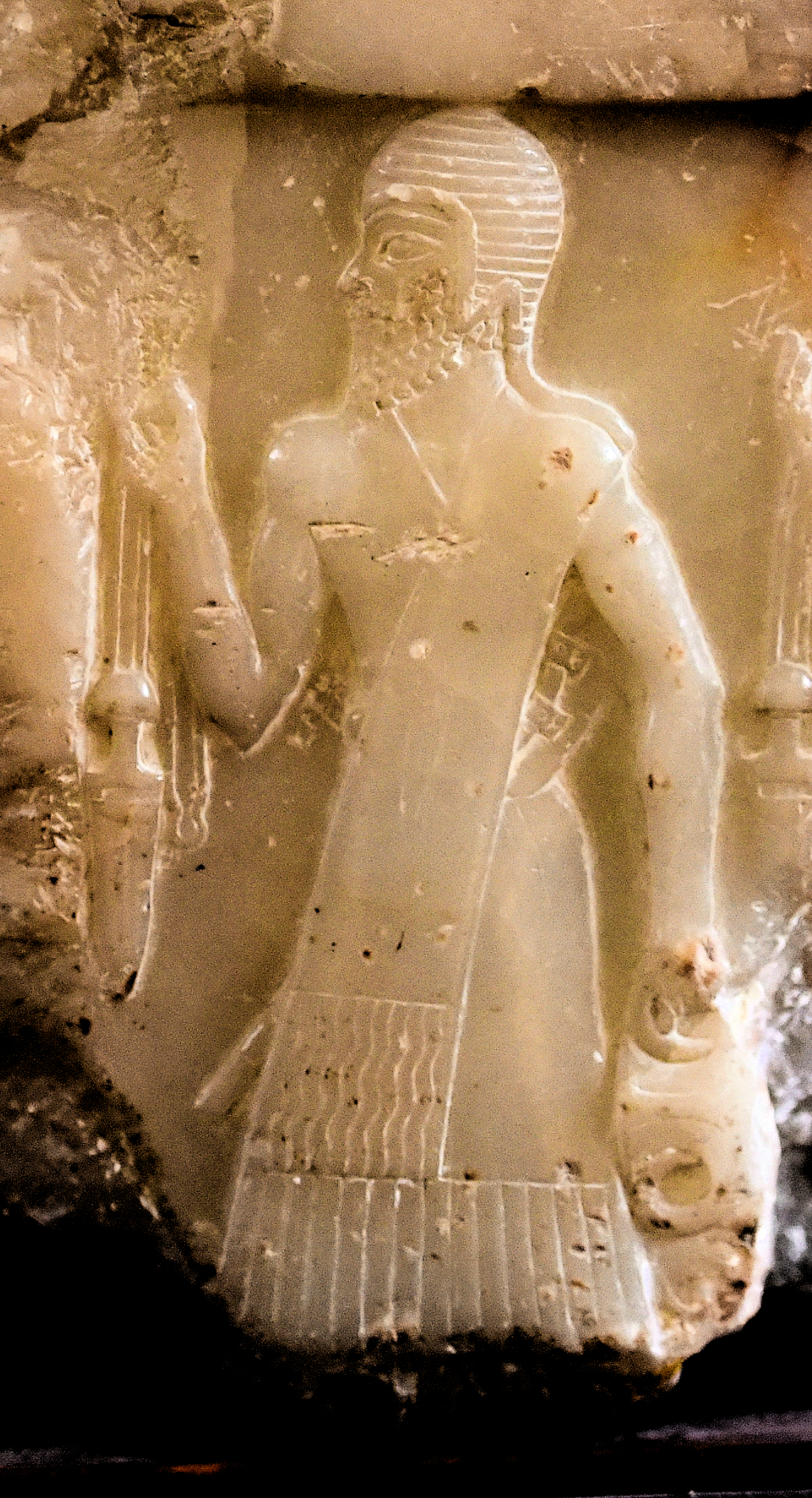
جندي أكدي من نارام سين، يرتدي خوذة وسيفًا طويلًا، على لوحة الناصرية. يحمل إناءً معدنيًا من النوع الأناضولي.

أرماني هي مملكة قديمة ذكرها سرجون الأكدي.

## موقع
سوريا: ورد ذكر أرماني إلى جانب إبلا في المعاهدات الجغرافية التي عقدها سرجون. وقد دفع هذا بعض المؤرخين إلى تحديد إبلا بإبلا السورية وأرماني بأرمي السورية.
بلاد ما بين النهرين: رفض مايكل سي. أستور تحديد أرماني مع أرمي، حيث يوضح نارام سين أن إبلا التي نهبها (في حوالي عام 2240 قبل الميلاد) كانت مدينة حدودية لأرض أرماني ، في حين أن أرمي في ألواح إبلا كانت تابعة لإبلا.[بحاجة لمصدر] تم إثبات أرماني في معاهدات سرجون في قسم يذكر المناطق الواقعة في آشور وبابل أو الأراضي المجاورة للشرق، على النقيض من إبلا السورية، الواقعة في الغرب. كما ذكر الملك الآشوري اللاحق أداد نيراري الأول أن أرماني تقع شرق نهر دجلة وعلى الحدود بين آشور وبابل. المؤرخون الذين لا يتفقون مع تحديد أرماني الأكدية مع أرمي السورية يضعونها (جنبًا إلى جنب مع إبلا الأكدية ) شمال تلال حمرين في شمال العراق.

## تاريخ
ذُكرت أرض أرماني لأول مرة على يد سرجون. وخلال العصر الآشوري والكيشيون، ذُكرت أرض أرماني على أنها تقع شرق نهر دجلة. ويذكر الملك شلمنصر الثالث غزوه لحلمان، لكن تحديد حلمان بأرمني الأكادية (أرمان) مشكوك فيه.